# 675 Ludmilla
675 Ludmilla eller 1908 DU är en asteroid i huvudbältet, som upptäcktes 30 augusti 1908 av den amerikanske astronomen Joel Hastings Metcalf i Taunton. Den är uppkallad efter en karaktär i Ruslan och Ludmila.
Asteroiden har en diameter på ungefär 76 kilometer.